# Paridea quadrimaculata
Paridea quadrimaculata là một loài bọ cánh cứng trong họ Chrysomelidae. Loài này được Kimoto miêu tả khoa học năm 2004.